# 伊帕托沃
45°43′N 42°54′E / 45.717°N 42.900°E
伊帕托沃（俄语：Ипа́тово）是俄羅斯斯塔夫羅波爾邊疆區北部的一個城市，位於區府斯塔夫羅波爾東北120公里卡勞斯河畔。2002年人口28,594人。
1860年建立，1935年改名。1979年建市。